# Sinônimo
Sinônimo (português brasileiro) ou sinónimo (português europeu) (do grego antigo σύν, translit. syn: 'com'; e ὀνυμα, translit. ónyma: 'nome') é a unidade significativa da língua (morfema, palavra, locução, frase) que tem sentido idêntico ou muito semelhante ao de outras. Exemplos: carro e automóvel, cão e cachorro, reto e íntegro.
Os sinônimos são palavras "da mesma categoria gramatical, com sentido parecido e com forma diferente, que podem intercambiar-se em determinados contextos com ou sem matizações de significado".
Dentro da Biologia, quando dois nomes científicos diferentes se referem à mesma espécie, eles são considerados sinônimos.

## Sinônimos perfeitos e imperfeitos

### Sinônimos perfeitos
São os vocábulos que têm sentido idêntico. Exemplos:
- bonito — belo;
- após — depois;
- língua — idioma;
- morrer — falecer;
- avaro — avarento;
- alfabeto — abecedário;
- léxico — vocabulário;
- brado — grito.

### Sinônimos imperfeitos
São os vocábulos cujos sentidos são próximos, porém não idênticos. Exemplos:
- cidade — município;
- córrego — riacho;
- belo — formoso;
- gordo — obeso;
- feliz — alegre.